# Eye of the Zombie
Albums de John Fogerty
Centerfield
(1985) Blue Moon Swamp
(1997)
Eye of the Zombie est le quatrième album studio de l'auteur-compositeur-interprète américain John Fogerty sorti le 29 septembre 1986.
Après le succès de Centerfield, John Fogerty ne tarde pas à sortir ce nouvel album qui reçoit un accueil mitigé de la part du public et de la critique. Fogerty lui-même estime que ce disque n'est qu'une demi réussite.
Il prendra son temps pour l'album suivant, Blue Moon Swamp, qui ne sortira qu'en 1997.
Avec Eye of the Zombie, John Fogerty obtient une nomination pour le Grammy Award du meilleur chanteur rock.

## Liste des titres
Écrits et composés par John Fogerty.
| No | Titre                 | Durée |
| -- | --------------------- | ----- |
| 1. | Goin' Back Home       | 3:34  |
| 2. | Eye of the Zombie     | 4:35  |
| 3. | Headlines             | 4:29  |
| 4. | Knockin' on Your Door | 4:18  |
| 5. | Change in the Weather | 6:48  |
| 6. | Violence is Golden    | 5:20  |
| 7. | Wasn't That a Woman   | 4:12  |
| 8. | Soda Pop              | 5:54  |
| 9. | Sail Away             | 4:41  |

## Musiciens
- John Fogerty – chant, guitare, claviers
- Alan Pasqua – claviers
- Neil Stubenhaus – basse
- John Robinson – batterie, percussions
- Bobby King & Terry Evans, Willie Greene Jr. – chœurs

## Classements hebdomadaires
| Classement (1986)             | Meilleure place |
| ----------------------------- | --------------- |
| Australie (ARIA)              | 17              |
| Autriche (Ö3 Austria Top 40)  | 15              |
| Canada (RPM 100 Albums)       | 23              |
| États-Unis (Billboard 200)    | 26              |
| Norvège (VG-lista)            | 9               |
| Nouvelle-Zélande (RIANZ)      | 34              |
| Pays-Bas (Mega Album Top 100) | 61              |
| Suède (Sverigetopplistan)     | 7               |
| Suisse (Schweizer Hitparade)  | 15              |

## Certifications
| Pays              | Certification | Unités certifiées |
| ----------------- | ------------- | ----------------- |
| États-Unis (RIAA) | Or            | 500 000           |